# Großherzogtum Krakau

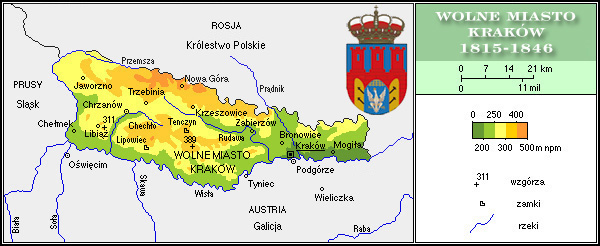
Karte der Republik Krakau

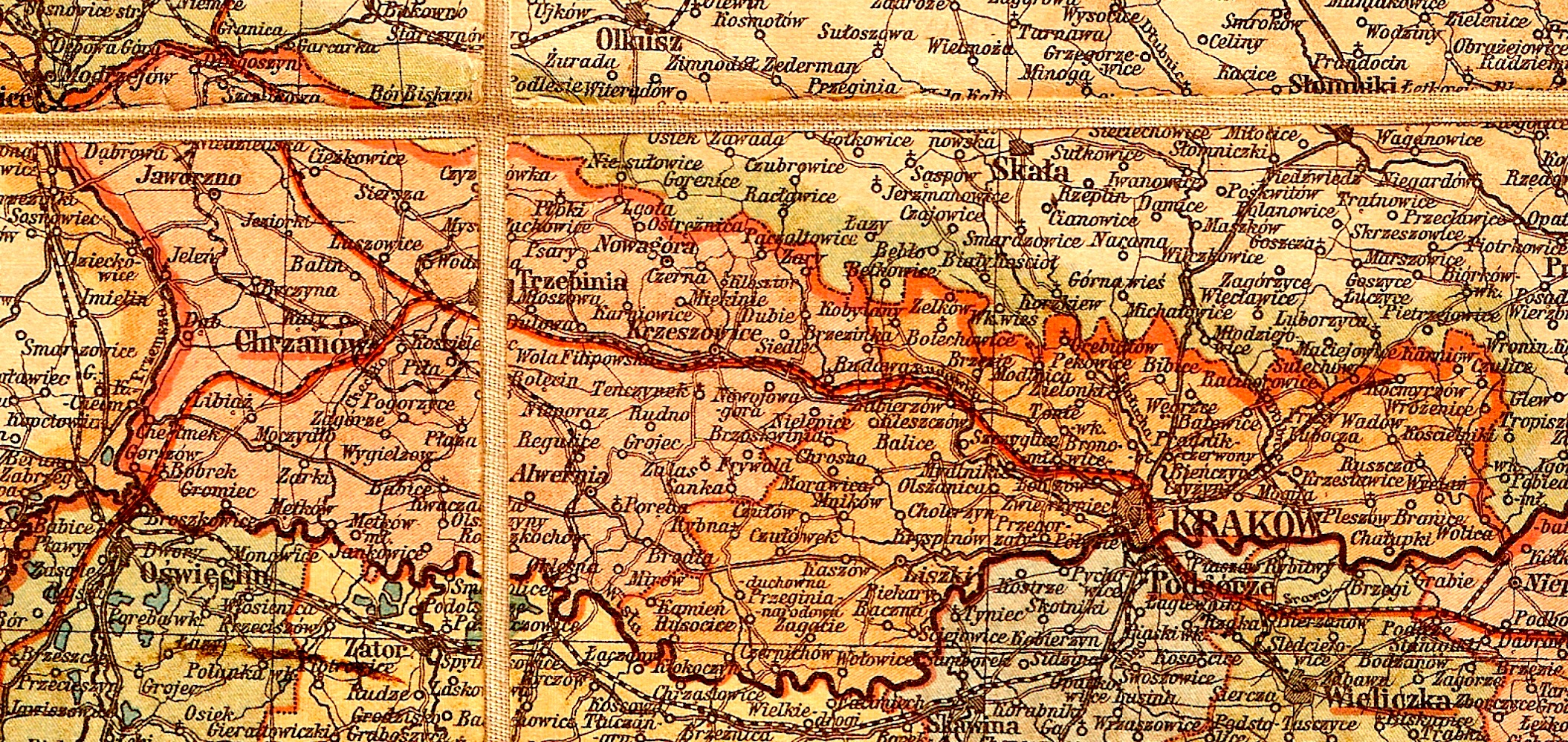
Großherzogtum Krakau um das Jahr 1910

Das Großherzogtum Krakau (polnisch Wielkie Księstwo Krakowskie) entstand, als nach dem erfolglosen Krakauer Aufstand 1846 die Republik Krakau am 16. November 1846 durch Österreich annektiert wurde. Der Kaiser war somit bis 1918 auch Großherzog von Krakau.
Zu Verwaltungszwecken wurden die nominell separaten Länder Königreich Galizien und Lodomerien, Großherzogtum Krakau, Herzogtum Auschwitz und Herzogtum Zator (siehe Kreis Schlesien) zusammengefasst als Königreich Galizien und Lodomerien mit dem Großherzogtum Krakau und den Herzogtümern Auschwitz und Zator. Die Region Krakau war innerhalb Galiziens ab 1849 als „Kreis Krakau“ (polnisch Powiat Krakowski) organisiert, ab 1850 ebendieser Kreis als Teil des „Verwaltungsgebiets Krakau“, ab 1867 der Bezirk Krakau (im Osten; 1910: 64 Gemeinden, 68.827 Einwohner) und Bezirk Chrzanów (im Westen; 1910: 88 Gemeinden, 110.838 Einwohner).
Anfänglich gab es vier Städte: Kraków, Chrzanów, Trzebinia und Nowa Góra. 1901 wurde Jaworzno zur Stadt erhoben.
1847/48 wurde die Krakau-Oberschlesische Eisenbahn (auch Myslowitzer-Bahn), die erste Eisenbahn Galiziens, eröffnet.